# Odostomia dux
Odostomia dux är en snäckart som beskrevs av Dall och Bartsch 1906. Odostomia dux ingår i släktet Odostomia och familjen Pyramidellidae. Inga underarter finns listade i Catalogue of Life.